# 417 a. C.
El año 417 a. C. fue un año del calendario romano prejuliano. En el Imperio romano se conocía como el Año del Tribunado de Tricipitino, Lanado, Craso (o Cicurino) y Axila (o, menos frecuentemente, año 337 Ab urbe condita). 

## Acontecimientos
- El dictador romano Quinto Servilio Prisco Fidenas derrota a los ecuos y toma la ciudad de Labicos.

## Nacimientos
- Teeteto, matemático griego (m. 369 a. C.)